# 3-hydroxyacyl-(acyl-carrier-protein) déshydratase
La 3-hydroxyacyl-[acyl-carrier-protein] déshydratase, ou 3-hydroxyacyl-ACP déshydratase, est une lyase qui catalyse la réaction :
(3R)-3-hydroxyacyl-ACP  {\displaystyle \rightleftharpoons }  trans-2,3-déshydroacyl--ACP + H2O.
C'est l'une des enzymes du complexe acide gras synthase de la biosynthèse des acides gras.